# 千里山
千里山（せんりやま）は、大阪府吹田市中西部の地域名称、また同市の旧大字である。
千里丘陵の別名のように用いられる場合もあるが、地域としての千里山は千里丘陵の南部に当たる。大正中期より阪神間モダニズムの影響を受け開発された高級住宅地の千里山住宅地（千里ニュータウンとは別）や、関西大学千里山キャンパスの所在地で知られる。

## 旧大字

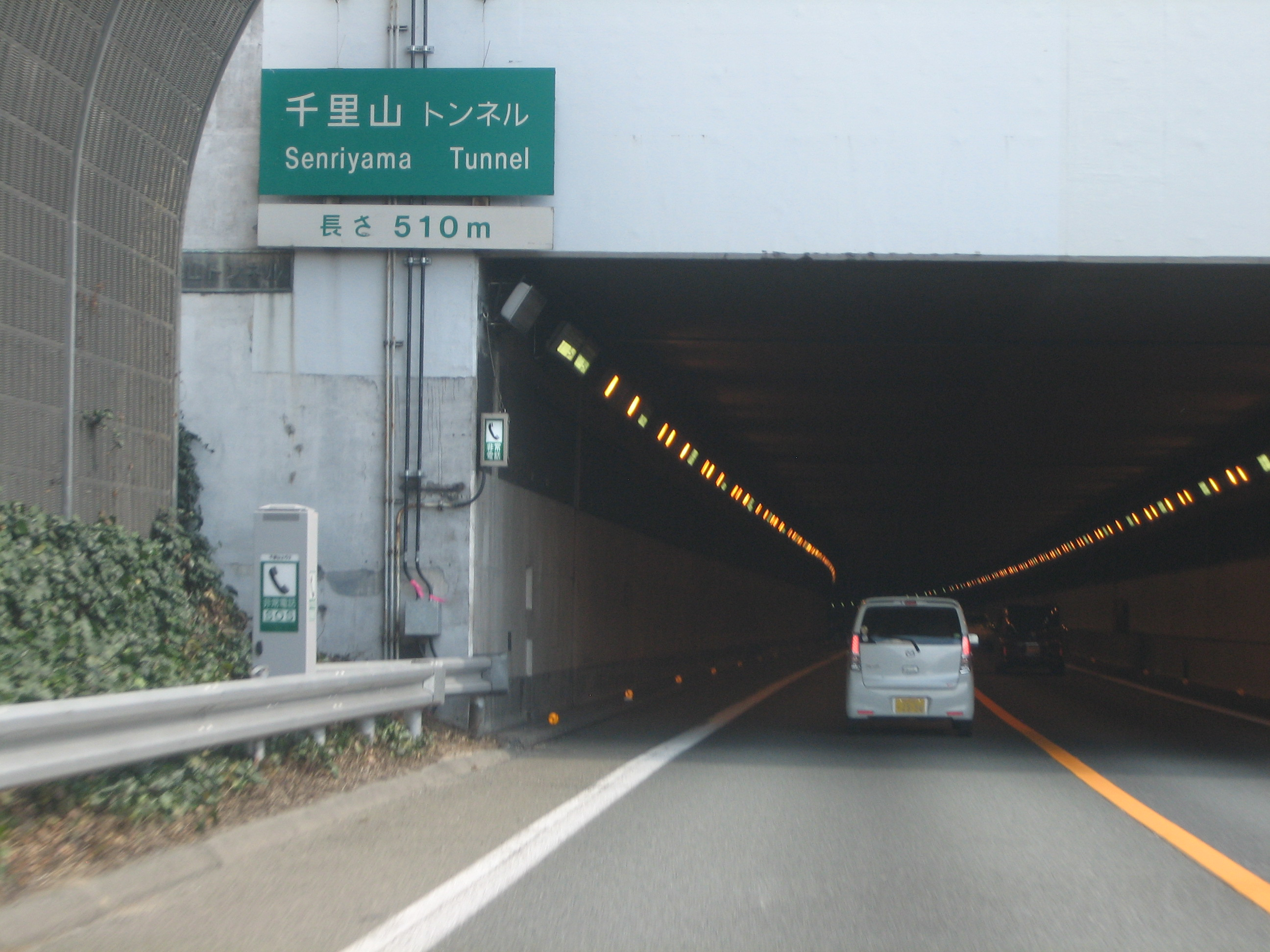
名神高速道路千里山トンネル。関西大学千里山キャンパスの下を通っている。

1889年（明治22年）4月1日の町村制施行により、島下郡佐井寺村と片山村が合併して、島下郡千里村（ちさとむら）が発足した。村名は佐井寺の北側の小丘が千里山（ちさとやま）と呼ばれたことにちなむ。1896年（明治29年）4月1日の郡の統廃合により、以降は三島郡に所属。
1920年（大正9年）から1928年（昭和3年）にかけて、大字佐井寺の西部において、当時としては大規模な住宅開発が大阪住宅経営株式会社によって行われた（後述）。人口急増に伴い、1931年（昭和6年）に大字佐井寺から大字千里山が分立したが、1921年（大正10年）に開業した千里山駅が「せんりやま」と読ませていたこともあって、大字の読みも「せんりやま」となった。
1940年（昭和15年）4月1日に、千里村は同郡吹田町・岸部村・豊能郡豊津村と合併して吹田市となり、以降は吹田市の大字となった。1960年（昭和35年）から1980年（昭和55年）にかけて数度の大字改編および境界変更が行われ、千里山の大字は消滅したが、千里山を冠した町名が9つ誕生した。

## 現行町名
現在は、千里山を冠した以下の9町がある。
- 千里山霧が丘（せんりやまきりがおか）
- 千里山高塚（せんりやまたかつか）
- 千里山竹園（せんりやまたけぞの）1〜2丁目
- 千里山月が丘（せんりやまつきがおか）
- 千里山西（せんりやまにし）1〜6丁目
- 千里山虹が丘（せんりやまにじがおか）
- 千里山東（せんりやまひがし）1〜4丁目
- 千里山星が丘（せんりやまほしがおか）
- 千里山松が丘（せんりやままつがおか）

これらの地域の総人口は2万9477人で、吹田市全人口の8.4%にあたる。
上述の通り、数度の境界変更を経ているため、かつての大字千里山とは若干の差異があり、大字佐井寺にまたがるなどしている。また、佐井寺4丁目の一部は大字千里山にまたがる。

### 1925年頃の町名
（参照：）
- 千里一〜五番町
- 一條一〜三番町
- 二條一〜三番町
- 三條一〜六番町
- 四條一〜二番町
- 山手一〜三番町
- 松ヶ枝町
- 楠町
- 梅ヶ枝町
- 竹園町
- 桃園町
- 若葉町

### 地価
住宅地の地価は、2014年（平成26年）1月1日に公表された公示地価によれば、千里山西5-31-7の地点で23万7000円/m2、千里山松が丘12-24の地点で20万8000円/m2となっている。

## 千里山住宅地

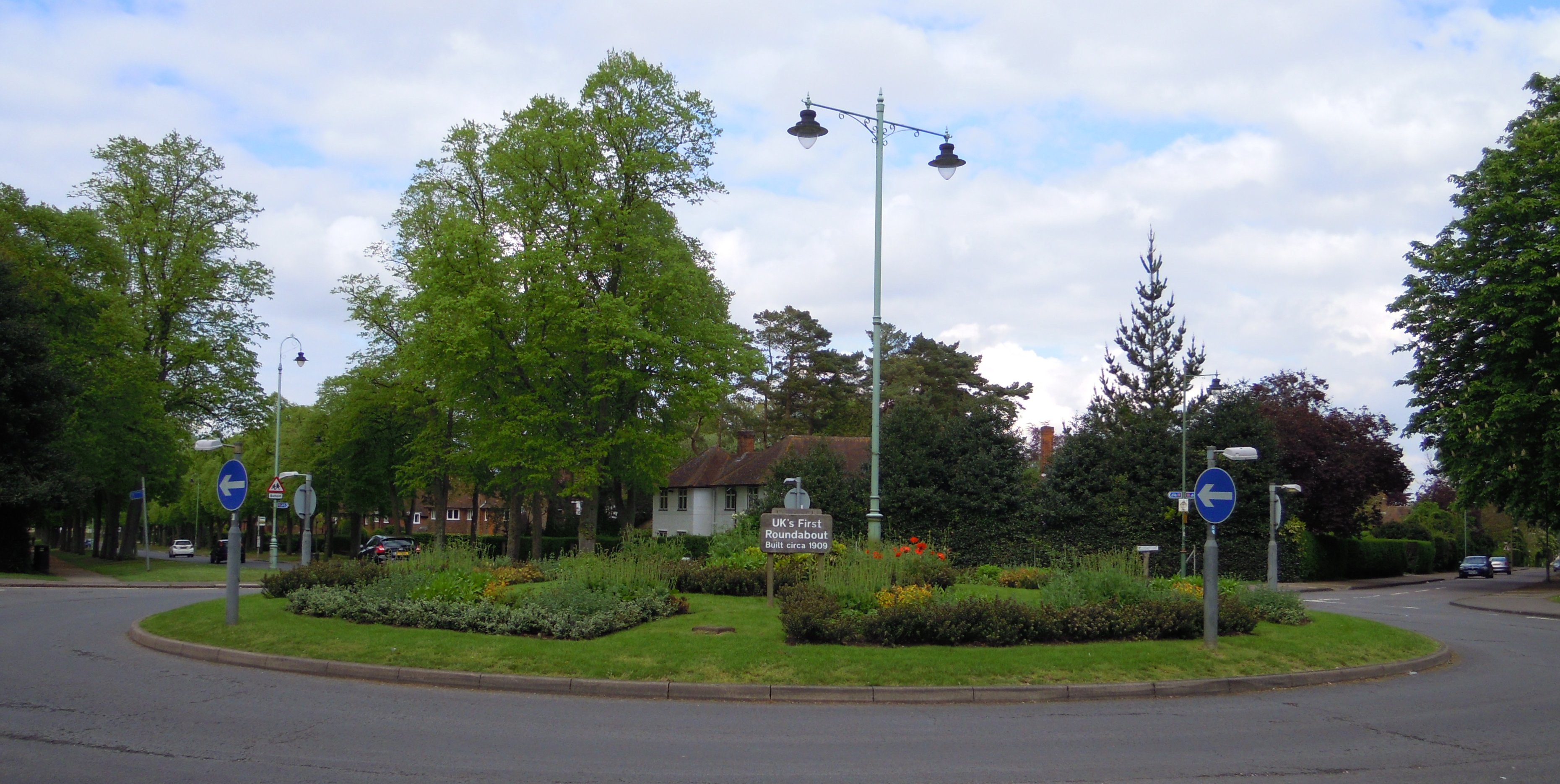
レッチワース

千里山住宅地は1920年（大正9年）から1928年（昭和3年）にかけて大阪府三島郡千里村大字佐井寺、現在の大阪府吹田市千里山西1丁目と4丁目から5丁目、千里山駅の西側一帯に計画的に建設された日本初となる田園都市な郊外住宅地。イギリスの田園都市・レッチワースをモデルに、ロータリーを中心に直線の街路が放射状に伸び、その延長線上の北部と南部に小さなロータリーを配置し、全体を半環状に構成する設計となっており、これには、当時の内務省の関与と指導があったとされる。
1921年（大正10年）に北大阪電気鉄道（現在の阪急電鉄千里線）の開業に合わせ、当時終点だった千里山駅前に大規模な住宅地の開発が大阪住宅経営株式会社によって行なわれ、1922年（大正11年）より分譲開始された。大阪住宅経営株式会社の設立者は当時の大阪商工会議所の会頭の山岡順太郎で、彼は就任時から経済界発展のためには住宅事情の解消が急務として、当時の大阪府知事、大阪市長らを発起人として当会社を設立している。
大阪市内では工業化の進展とともに、大気汚染、騒音などの公害問題が明治後半には早くも深刻化しており、そこへ人口の増加による住環境の悪化、コレラ、ペスト、チフス、肺結核の蔓延が重なり、郡部の地域より平均寿命を下げていた。それらを避けるために郊外への移住の志向が強まっており、隣接する豊能郡の豊中、池田、箕面などで箕面有馬電気軌道（阪急電鉄の前身）が住宅経営で既に成功を収めていたのにもそのような背景があった。
山岡は内務省の少壮官僚による日本での田園都市建設の構想を受け、その住宅地のプランを内務省の外郭団体である都市研究会に委託した。都市研究会から間もなく阪神間モダニズムの影響もあり、20世紀初頭から建設が始まったイギリスの田園都市のレッチワースなどを参考にして、千里山駅の西側に広がる千里丘陵入口部の緩やかな傾斜地に駅から少し離れてロータリーの花壇のある広場を設け、そこから放射状にのびる街路で構成さる青写真が提示され、そのまま実行に移されることとなった。この開発に際して、水道、電気、ガス、下水道の整備が行なわれ、当時としては最も先進的な内容となっている。

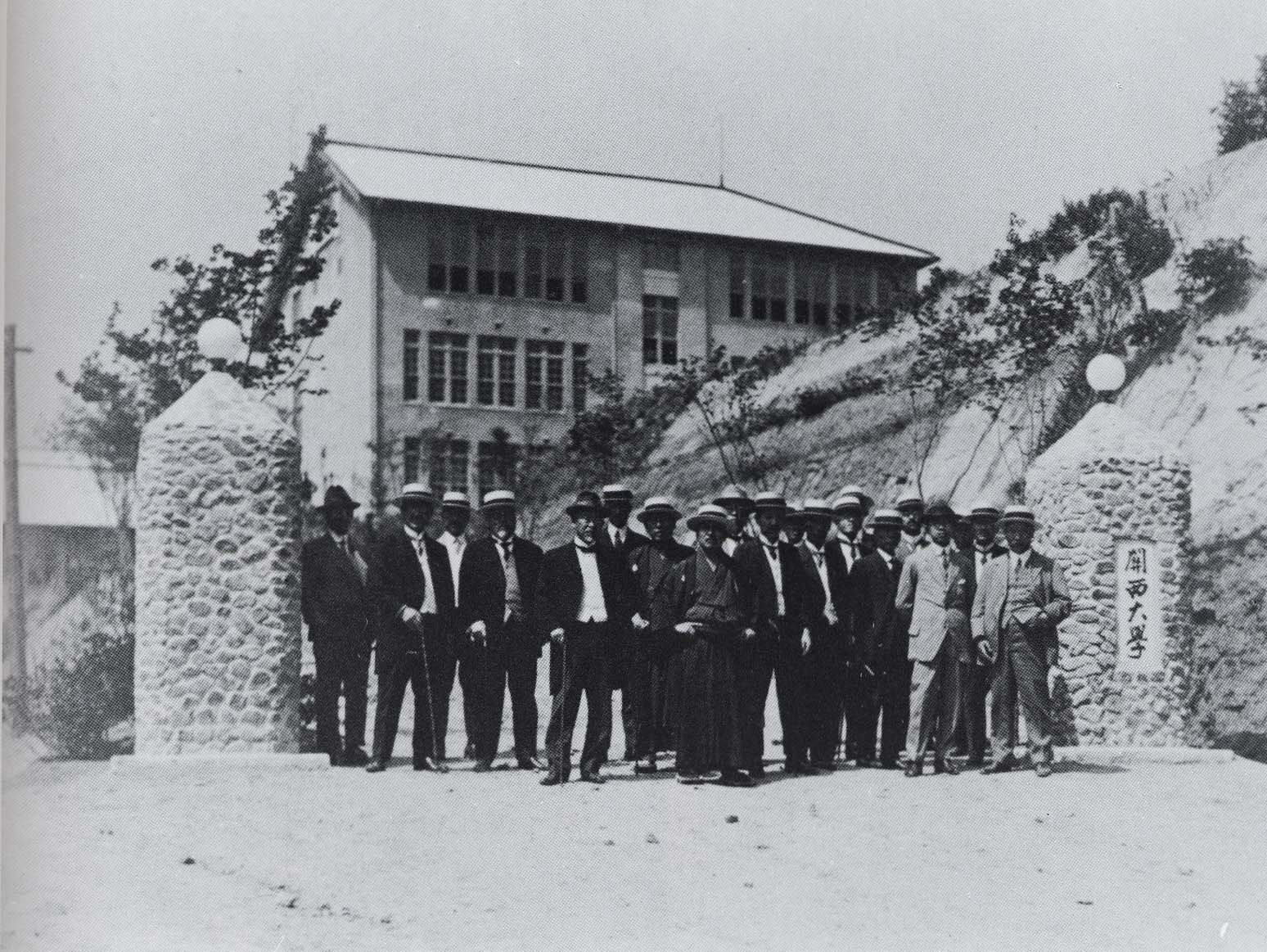
関西大学千里山学舎

また、住民の集会、親睦のために、広いロビーが有り、ビリヤード、囲碁、将棋などの設備のある会館（千里山会館）、さらには、テニスコートなども設置された。開発総面積は9万8300坪、宅地区画は743区画（1区画80坪）、建築された住宅の建坪は20坪前後のものが多かった。1区画を2分割して宅地とするのも可能で、また、大阪住宅経営による2戸建の貸家の経営もおこなわれ、敷金不用であった。隣接する地区には関西大学（山岡順太郎が一時、学長を務めている）の誘致や千里山遊園の建設も行なわれている。後年、こうしたモダンな生活風景は、大宅壮一に「千里山夫人」と評された。

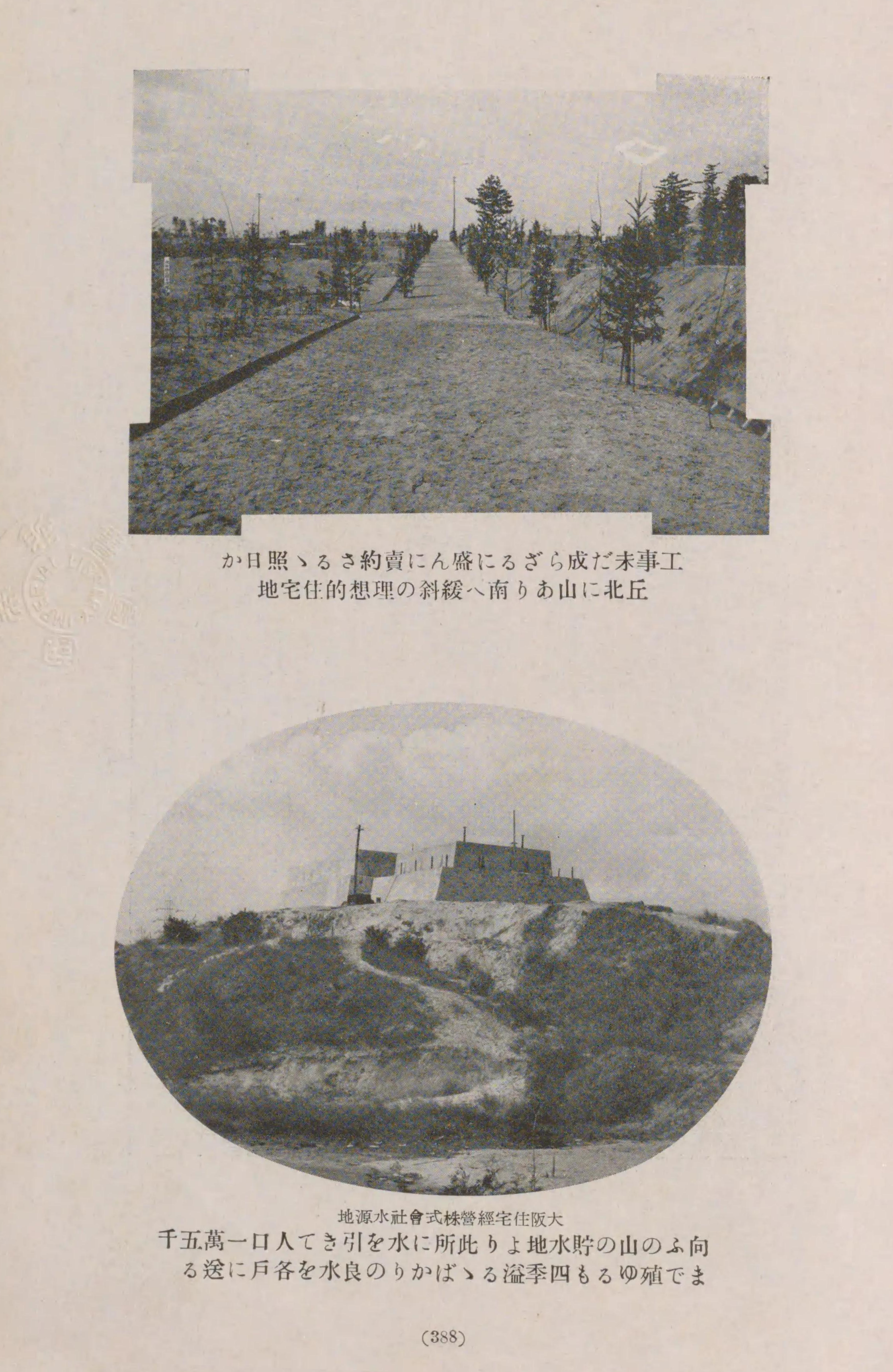
開発中の千里山住宅地と貯水地
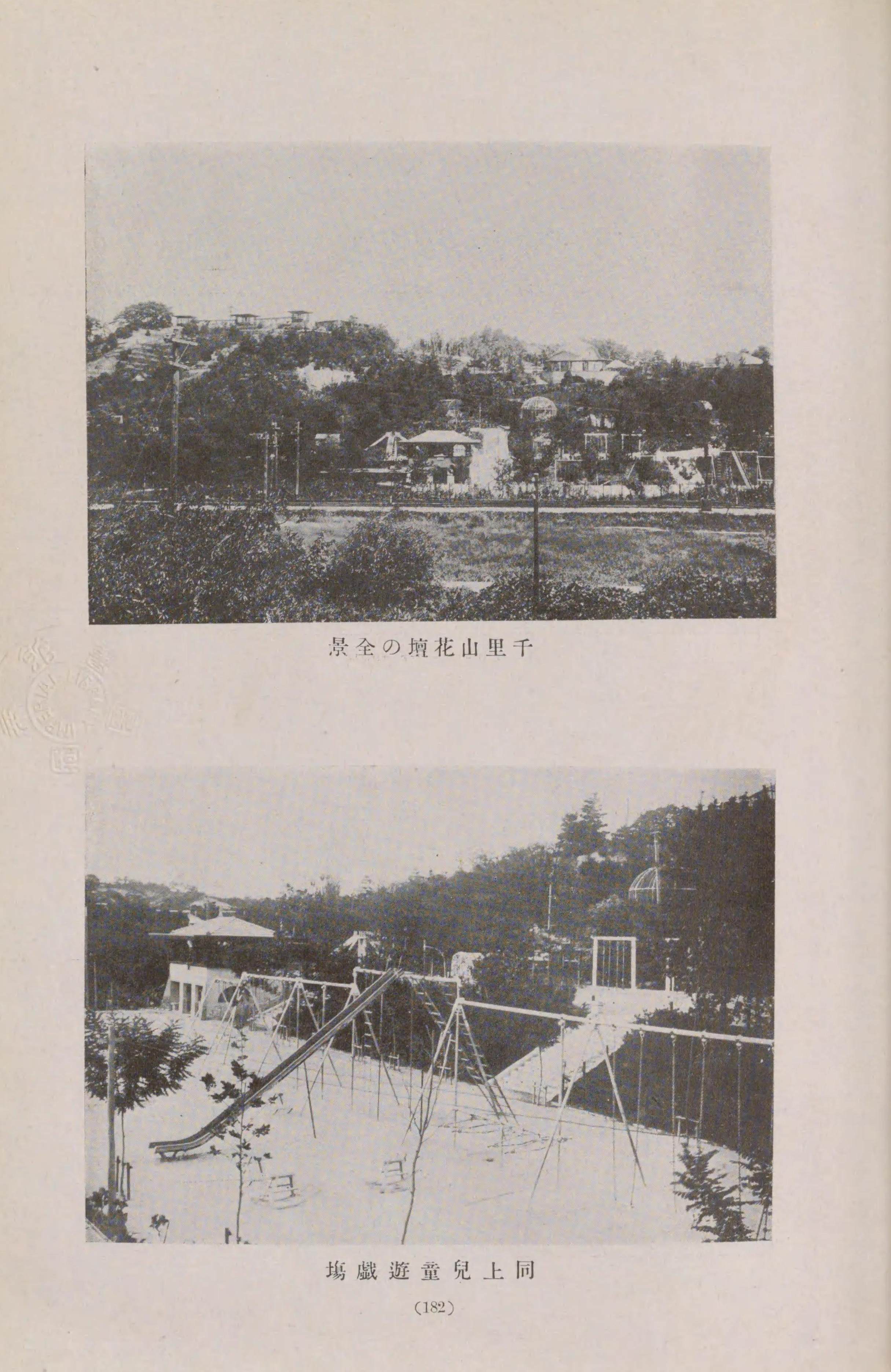
千里山花壇の風景
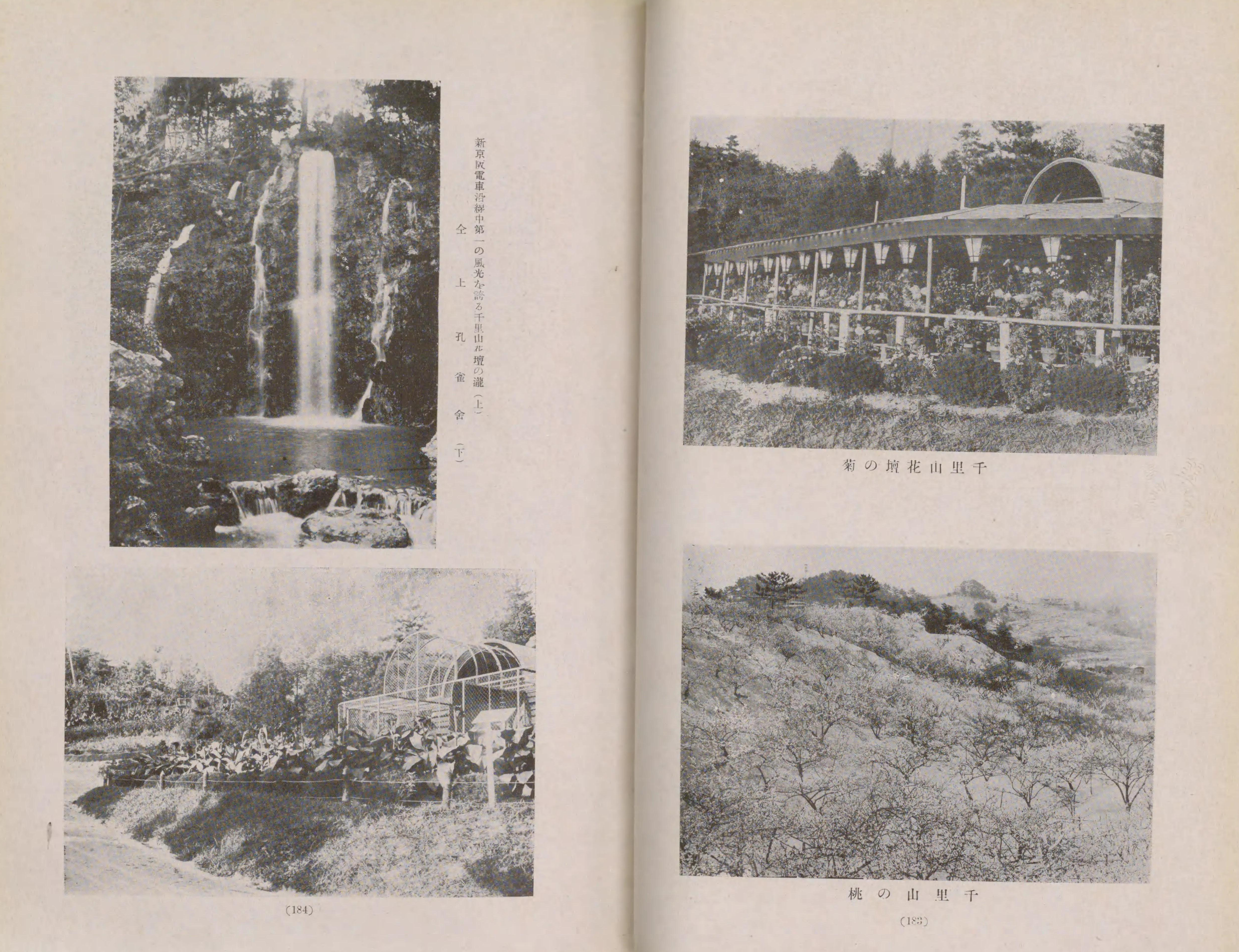
千里山花壇の風景

千里山住宅地の開発以降も、1938年（昭和13年）には隣接地区（現在の円山町）で千里山景勝邸宅地が分譲され、1956年（昭和31年）には駅東側に日本住宅公団によって千里山団地（1061戸）が建設され、1961年（昭和36年）には日本初の巨大ニュータウン、千里ニュータウンの建設が始まった。同ニュータウンの工事が開始された時、それまで終点であった千里山駅の行き止まりにあった土砂を取り除き、南千里駅、北千里駅へと延伸工事が実施され、電車が開通するまでの間、ニュータウン行の臨時のバス停留所がこの千里駅前に設けられていたと言う。現在では周囲全域が市街地となり、昔の郊外の面影すらない状況であるが、この地区は樹木が多く、所々に田園郊外の面影を残し、古くに計画的な住宅開発が行なわれた痕跡をとどめている。

### 住宅の特徴
住宅は、建坪10坪から35坪で、20坪前後のものが最も多く、日本式と改良式がある。平面の特徴は、日本式は中廊下を用いて室の通り抜けを解消し、1階南側と2階に本床付の座敷を設けること、改良式は、洋風としホ ールと中廊下を用いて室の独立性を高め、洋風の板間を採用していることである。二戸建の平面は各戸を押入と床で仕切り、一戸建の日本式を簡素化した ものである。
貸家には日本式と改良式があり、家賃割安、敷金不要とし、日本式の場合は畳、建具、その他造作付、改良式の場合は椅子、卓子及窓掛、敷物は用意していた。どちらかといえば多少洋風の改良式が割高となっている。

### 千里山会
千里第二小学校東京同窓会に始まる、 千里第二小学校の在籍経験者またはこれに準ずる仲間たちでつくる会が、東京にて1970年より集会や会誌の発行等の活動を行っている。

## 施設・名所・旧跡等
- 千⾥⼭開発記念碑
- 千⾥⼭第⼀・第二噴⽔[注釈 1]
- 阪急千里線千里山駅
- 千里山会館
- 千里山・佐井寺図書館（愛称「ちさと図書館」）
- 岡田家住宅
- 千里山神社
- 千⾥寺
- 千里山基督教会
- 千里山中央公園
- 永楽園跨線橋
- レッチワースロード
- ふるさと桜並⽊

## 主な出身・在住著名人
- 山岡順太郎 - 実業家。大阪商工会議所第8代会頭、関西大学第11代学長
- 安藤百福 - 実業家。日清食品創業者
- 藤田田 - 実業家。藤田商店、日本マクドナルド、日本トイザらス創業者
- 保富庚午 - 作詞家。「大きな古時計」訳詞
- 河辺満甕 - 牧師、伝道者、教育者。関西学院大学予科長、高等部初代部長、宗教総主事
- 三原脩 - プロ野球選手・監督・球団経営者
- 美川英二 - 実業家。横河電機9代目社長
- 筒井康隆 - 小説家
- 高村薫 - 小説家
- 堀田暁生 - 作家。大阪市史編纂所長
- 田代しんたろう - 漫画家
- 織田幹雄 - 陸上競技選手。アムステルダムオリンピック金メダリスト
- 南部忠平 - 陸上競技選手。ロサンゼルスオリンピック金メダリスト
- 南部敦子 - 陸上競技選手。アジア大会陸上女子金メダリスト
- 細見彰 - 化学者。有機化学で著名
- 黒川高秀 - 整形外科医。元日本整形外科学会理事長、東京大学名誉教授
- 山本義彦 - 経済史学者。静岡大学名誉教授
- 飯島泰蔵 - 工学者。OCR技術・パターン認識の世界権威。通産省工業技術院電子技術総合研究  所飯島特別研究室長、東京工業大学教授、東京工科大学教授、北陸先端科学技術大学院大学副学長、株式会社創研代表取締役を歴任。
- 吉野彰 - 電気化学を専門とする日本のエンジニア、研究者。大阪大学博士（工学）、旭化成名誉フェロー。2019年リチウムイオン電池の発明でノーベル化学賞受賞。
- 瀧光夫 - 建築家。国際万国博覧会・EXPO’70のワーキングスタッフ、福山大学工学部建築学科教授。第18回建築業協会賞を始め、多数の賞を受賞。
- 阪口善雄 - 政治家。吹田市長、大阪府議会議員
- 藤村修 - 政治家。衆議院議員、第80代内閣官房長官
- 神谷宗幣 - 政治家。吹田市議会議員、吹田新選会発起人、龍馬プロジェクト全国会会長
- 桂米團治 - 落語家
- 桂紅雀 - 落語家
- 片岡秀太郎 - 俳優・上方歌舞伎役者。人間国宝。片岡愛之助は養子。
- オール巨人 - 漫才コンビ
- 萩尾望都 - 漫画家
- ジョン・B・チョッパー - ベーシスト
- 井上敬三 - ジャズ演奏家
- 亀田誠治 - ミュージシャン
- 美空ひばり - 歌手。滞在用のマンション（EXPO'70スタッフ用に建設。2018年現在も存在）の一室の提供を受けていた。
- 菅野博之 - 漫画家
- 中川イサト - 日本のギタリスト、シンガーソングライター。日本におけるフィンガーピッカーの草分けの一人。